# Norwich terrier
Az norwich terrier egy angol kutyafajta.

## Történet
Kialakulása az 1800-as évekre tehető. A Norfolk terrierhez hasonló származású. A XIX. században a cambridge-i egyetemisták kabalája volt. 

## Külleme
Marmagassága 25 centiméter, tömege 5-5,5 kilogramm. Az angliai Norfolk vadban gazdag vidékéről származó terrierfajták egyike. Felálló fülei egyértelműen megkülönböztetik a Norfolk terriertől. Füleit és fejét többnyire rövid, sima szőrzet borítja. Méreteihez képest erős testalkatú. Ajkai szorosan záródnak, harapása ollós. A farokvágás már nem kötelező a fajtánál.

## Képgaléria

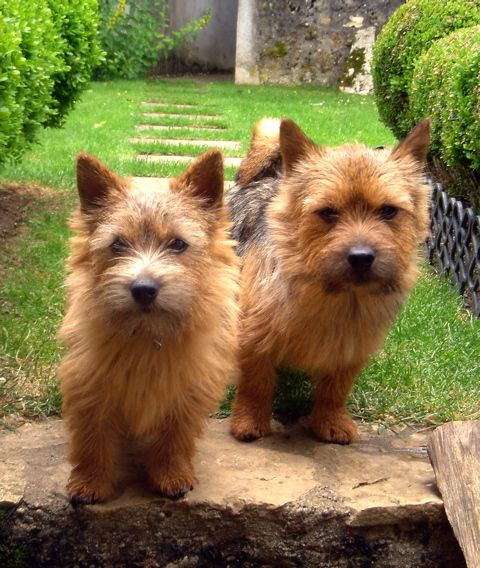
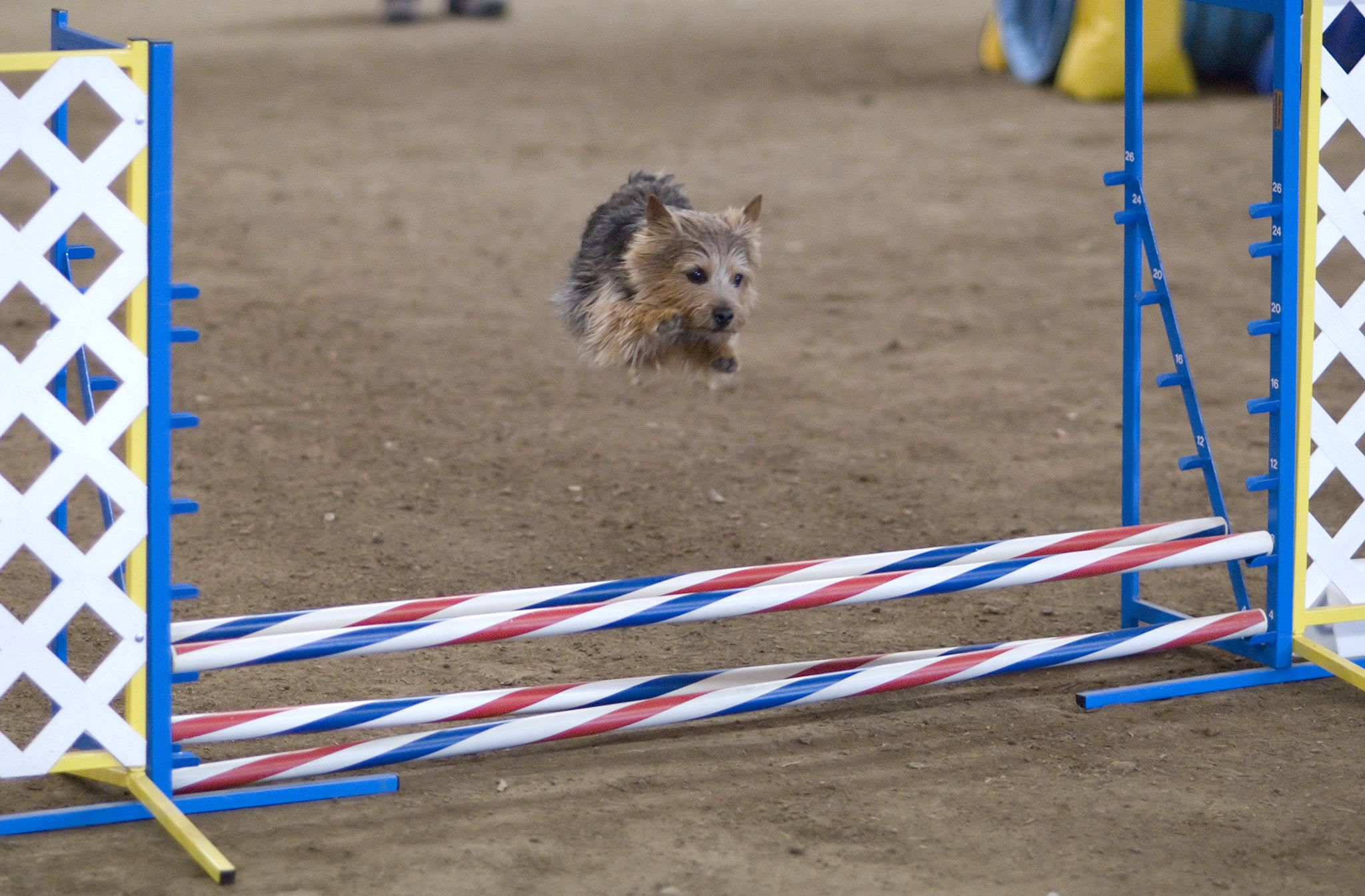
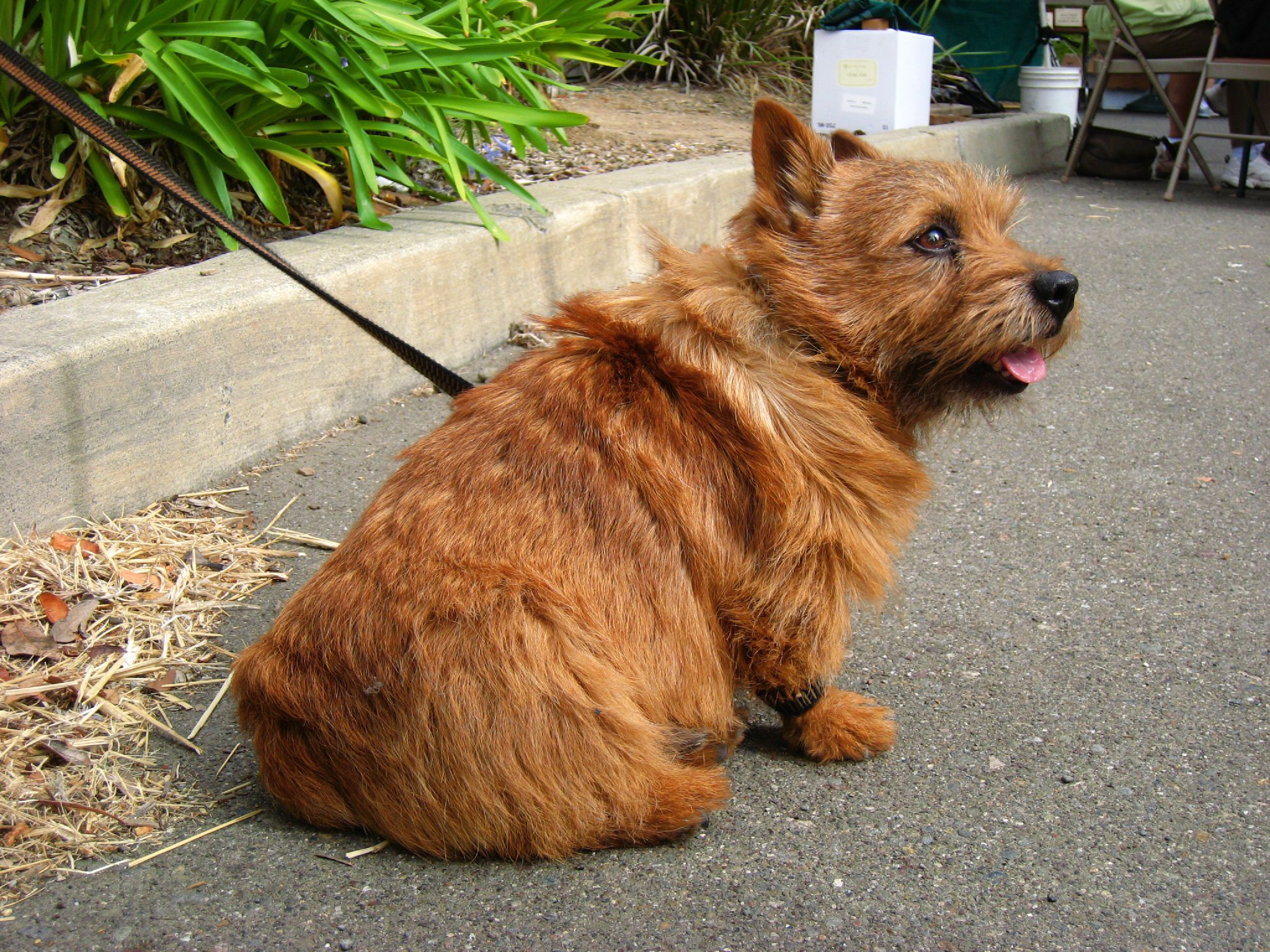
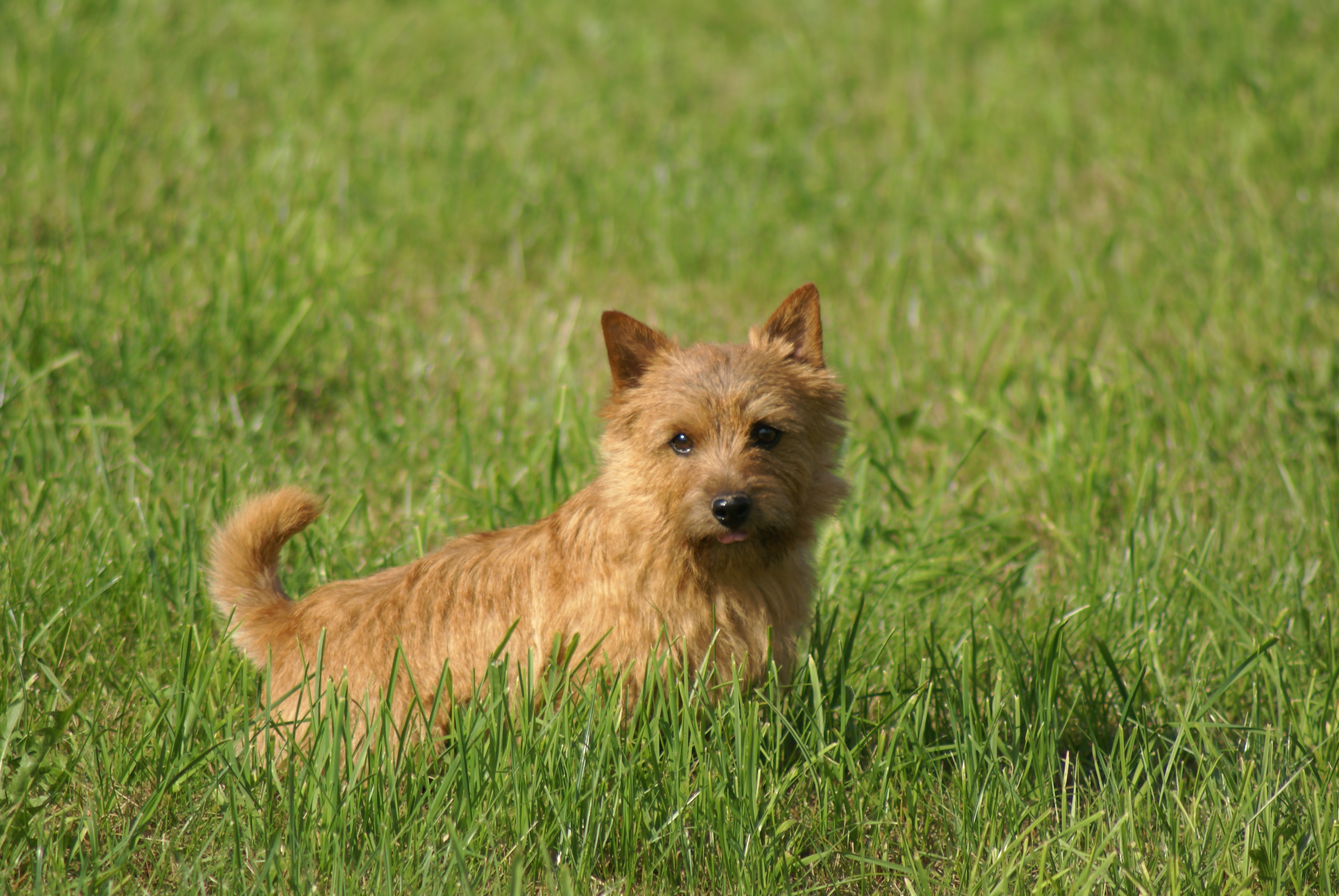

## Jelleme
Természete éber és barátságos.  